# Guillaume II de Misnie
Guillaume II de Misnie dit « le Riche » en allemand: der Reiche (né le 23 avril 1371; † le 30 mars 1425) est le fils cadet du margrave Frédéric le Sévère et de Catherine von Henneberg.
En 1382, par la Succession de Chemnitz, il eut en partage avec ses frères Frédéric et Georges († 1401) le pays d’Osterland, aux confins de la Thuringe et de la Saxe, et la généralité de Landsberg ; puis à la mort du margrave Guillaume le Borgne en 1407 il obtint une partie de la Misnie. En 1410, il conclut d’abord avec son frère Frédéric le Traité de Naumburg pour définir un partage géographique de l’Osterland puis par un nouveau pacte en 1411, avec la cession de Iéna à Frédéric, Guillaume s’assura la plus grande partie de l’Osterland, avec Leipzig pour capitale. En 1420, il s’engagea aux côtés de son frère contre les Hussites de Prague.
Guillaume de Misnie, mort le 30 mars 1425, est le cofondateur de l’université de Leipzig, aujourd’hui l'une des deux plus vieilles universités en Allemagne (après celle de Cologne). Il aurait épousé Amélie de Masovie mais on ne lui connaît aucun enfant : d'après l'historien Karlheinz Blaschke, il serait resté célibataire.